# Pasilobus mammosus
Pasilobus mammosus là một loài nhện trong họ Araneidae.
Loài này thuộc chi Pasilobus. Pasilobus mammosus được Mary Agard Pocock miêu tả năm 1899.